# اوتانویل
اوتانویل (به فرانسوی: Autainville) یک کمون در فرانسه است که در canton of Marchenoir واقع شده‌است. اوتانویل ۲۵٫۰۱ کیلومتر مربع مساحت دارد ۱۵۰ متر بالاتر از سطح دریا واقع شده‌است.